# Ощупники

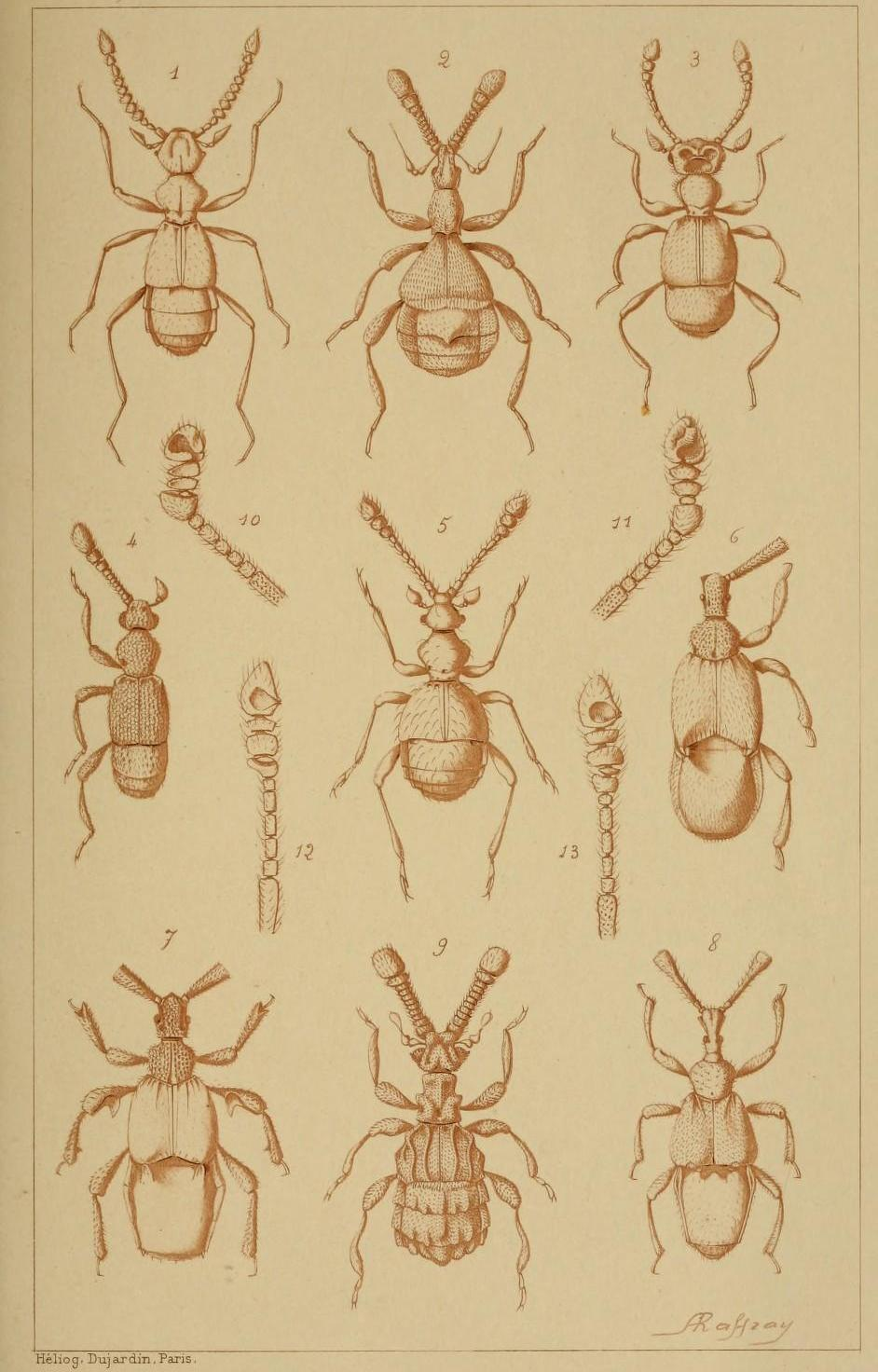
Жуки-ощупники: 1) Dalmina elegans, 2) Pselaphischnus squamosus, 3) Syrbatus mashuna, 4) Batoxyla punctata, 5) Pseudotychus nigerimmus, 6) Novoclaviger wroughtoni, 7) Fustigerodes majusculus, 8) Fustigeropsis peringueyi, 9) Odontalgus costatus, 10) Pselaphocerus peringueyi, 11) Pselaphocerus diversus, 12) Pselaphocerus heterocerus, 13) Pselaphocerus antennatus.

Жуки-ощупники (лат. Pselaphinae) — подсемейство (ранее в ранге семейства Pselaphidae) в составе семейства жуков-стафилинид. К семейству относят около 10 000 видов.

## Описание
Члены подсемейства как правило мелкого размера менее 2 миллиметров в длину (0,5—6,0 мм). Усики длинные, булавовидные (иногда сильно видоизменённые), надкрылья укороченные, лапки трёхчлениковые с 1 коготком. Жуки из надтрибы Clavigeritae (бывшего подсемейства Clavigerinae) безглазые (род Claviger — безглазик). Брюшко состоит из 5—6 неподвижно сросшихся сегментов.
В усиках от 2 до 11 члеников. Нижнечелюстные щупики, как правило, 4-члениковые, а нижнегубные щупики состоят из 1 или 2 сегментов.

## Биология
Хищные скрытоживущие жуки, обитающие в лесном подстилочном слое, а также в мёртвой древесине, в муравейниках, во мху на стволах деревьев, в пещерах. Известно, что некоторые виды охотятся на ногохвосток (отряд Collembola) и орибатоидных клещей (семейство Oribatidae).

## Мирмекофилия
Включает много видов и родов, специализированных на сожительстве с муравьями, которые их кормят и охраняют как собственных личинок. Особенно специализированной морфологией и поведением отличаются представители из надтриб Clavigeritae, Pselaphitae и Batrisitae. Жук-ощупник Claviger testaceus обнаруживается с муравьями Lasius flavus.
39 триб Pselaphinae проявляют признаки мирмекофилии, а некоторые состоят в основном или исключительно из мирмекофилов, такие как Arnyliini, Attapseniini, Clavigerini, Colilodionini, Ctenistini, Metopiasini, Tiracerini и Tmesiphorini.

## Распространение
Встречаются всесветно. Для фауны России указывается 166 видов, в Японии — 291 вид, в Австралии — 579 видов (из 163 родов). К 2012 году для Мадагаскара известно 128 родов подсемейства Pselaphinae (где 105, что составляет около 82 %, являются малагасийскими эндемиками), всего 417 видов, из которых 415 (что составляет 99,5 %) эндемичны для Мадагаскара.

## Палеонтология
В ископаемом состоянии представители Pselaphinae обнаружены в меловом бирманском янтаре (Cretobythus excavatus, Cretobrachygluta laurasiensis, Boreotethys grimaldii, B. arctopteryx, Burmagluta rougemonti, Protrichonyx rafifrons), в четвертичных отложениях (Pselaphus heisei) и в эоценовом балтийском янтаре (Barybryaxis lata, Tychus avus, Tychus radians).

## Систематика
Современная классификация семейства включает в него около 1000 родов и до 10 000 видов.
Ранее эта группа жуков была оригинально описана как самостоятельное семейство Pselaphidae. Однако, в 1995 году на основании анализа морфологических признаков их ранг был понижен (Newton and Thayer, 1995) и теперь они относятся к жукам-хищникам в качестве подсемейства Staphylinidae в составе группы Omaliine. Выделяют следующие высшие надродовые таксоны (надтрибы это ранее подсемейства в составе Pselaphidae): надтриба Batrisitae (трибы Amauropini — Batrisini) — надтриба Clavigeritae (трибы Clavigerini — Colilodionini — Tiracerini) — надтриба Euplectitae (трибы Bythinoplectini — Dimerini — Euplectini — Jubini — Mayetiini — Metopiasini — Trichonychini — Trogastrini) — надтриба Faronitae (Faronini) — надтриба Goniaceritae (трибы Brachyglutini — Bythinini — Proterini — Speleobamini — Tychini — Valdini) — надтриба Pselaphitae (трибы Arhytodini — Ceophyllini — Ctenistini — Pselaphini — Tmesiphorini — Tyrini — Hybocephalini — Attapseniini — Pachygastrodini — Odontalgini).
В 2021 году проведена реклассификация некоторых таксонов мирмекофильной надтрибы Clavigeritae (Pselaphinae), в которой признано 6 триб: вымершая Protoclavigerini, и современные Tiracerini, Mastigerini sensu nov., Clavigerini sensu nov., Lunillini sensu nov. и Disarthricerini stat. nov. Ранее выделяемые подтрибы Clavigerodina, Apoderigerina, Dimerometopina, Hoplitoxenina, Miroclavigerina, Theocerina и Thysdarina признаны полифилитическими кладами внутри трибы Clavigerini и синонимизированы с ней

## Список основных таксонов
Pselaphinae Latreille, 1802
- Триба Amauropini
- Триба Arhytodini
- Триба Arnylliini
  - Awas (Awas gigas, Awas giraffa)
- Триба Attapseniini
- Триба Barrosellini
- Триба Batrisini
  - Batrisodes
  - Batrisus
  - Sathytes
- Триба Bythinini
  - Bryaxis
  - Bythinus
- Триба Brachyglutini
  - Brachygluta
- Триба Bythinoplectini
  - Orlandia
  - Zethopsus
- Триба Clavigerini
  - Claviger
- Триба Colilodionini
- Триба Ctenistini
- Триба Dimerini
  - Tuberoplectus
- Триба Euplectini
  - Euplectus
  - Scabritiopsis[15]
- Триба Faronini
  - Faronus
  - Golasa
  - Logasa
  - Pseudoexeirarthra
  - Sagola
  - Salagosa
  - Sonoma
- Триба Goniacerini
- Триба Hybocephalini
- Триба Imirini
- Триба Iniocyphini
- Триба Jubini
- Триба Machadoini
- Триба Mayetiini
- Триба Metopiasini
- Триба Odontalgini
- Триба Pachygastrodini
- Триба Phalepsini
- Триба Proterini
- Триба Pselaphini
  - Kakadu pecki
  - Mareeba storeyi
  - Peckiella podocarpus
  - Pselaphaulax
  - Pselaphus
- Триба Pygoxyini
- Триба Schistodactylini
- Триба Speleobamini
- Триба Tiracerini
- Триба Tmesiphorini
- Триба Trichonychini
- Триба Trogastrini
- Триба Tychini
  - Tychus
- Триба Tyrini[16]
  - Dayao
  - Horniella[17][18]
  - Labomimus
  - Lasinus
  - Pselaphodes[19]
  - Tibetyrus
  - Tyrus Aubé, 1833
- Триба Thaumastocephalini
- Триба Tmesiphorini
  - Ancystrocerus
- Триба Trichonychini
  - Macroplectus
- Триба Trogastrini
  - Mesoplatus
- Триба Valdini